# HMS Manchester (D95)
El HMS Manchester (D95) fue un destructor Tipo 42 Batch 3 de la Royal Navy comisionado en 1982 y dado de baja en 2011.

## Historia
Construido por Vosper Thornycroft, fue puesta en gradas en 1978, botada en 1980 y asignada en 1983.
En 1991 integró la Armilla patrol en Oriente Medio.
En 2009 cumplió una patrulla del Atlántico Sur y las Islas Malvinas; y fue relevado por el HMS Gloucester.
Fue dado de baja en 2011.